# Вооружённые силы Люксембурга
Вооружённые силы Люксембурга (люкс. Lëtzebuerger Arméi, фр. Armée luxembourgeoise) — вооружённые силы государства Люксембург, которое является одной из двух (вместе с Сан-Марино) малых стран Западной Европы, располагающих собственными вооружёнными силами.

## История

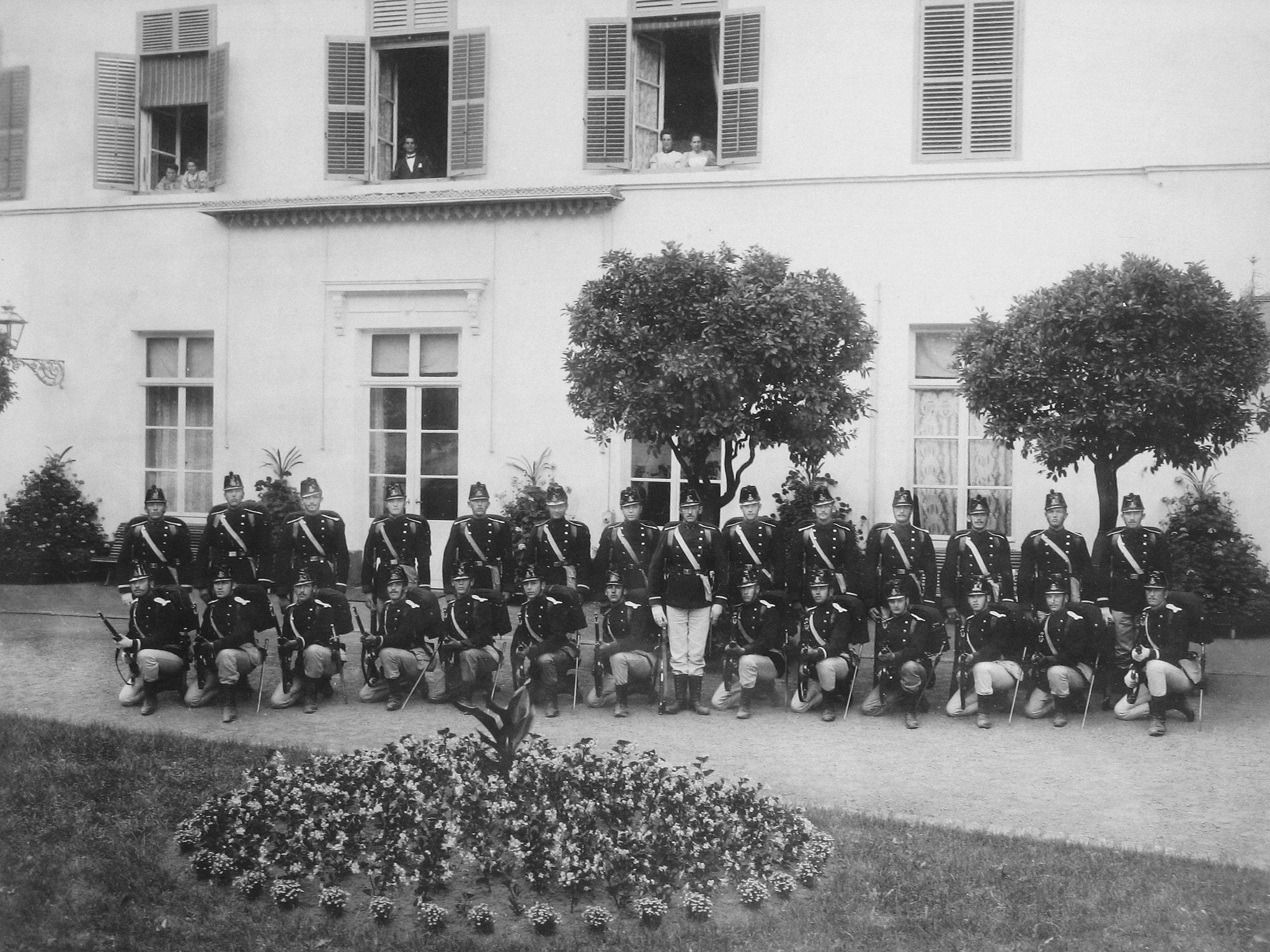
Военнослужащие жандармерии (Corps des Gendarmes et Volontaires), 1910.

В 963 году Люксембург (основанный на развалинах римского форта замок «Lucilinburhuc», торговое поселение под стенами замка и окружающие замок селения) стал самостоятельной административно-территориальной единицей. Позднее, в XI веке хозяин замка объявил себя графом Люксембургским.
В 1354 году графство Люксембург было преобразовано в герцогство Люксембург.
В 1443 году Люксембург был захвачен герцогом Бургундии, однако в XVI веке Люксембург вместе с Голландией и Фландрией отошёл к Испанской империи, в составе которой оставался до 1684 года.
В ходе Тридцатилетней войны 1618—1648 гг. боевые действия, голод и эпидемии привели к опустошению Люксембурга. В ходе войны 1683-1684 гг. между Францией и Испанией французские войска с 27 апреля до 7 июня 1684 года осаждали Люксембург.
После длительных войн, в 1713 году Люксембург отошёл к Австрии и в 1714—1794 гг. находился в составе Австрии.
В 1795 году Люксембург был занят войсками Французской республики, в 1798 году здесь была введена всеобщая воинская повинность (проведение мобилизации во французскую армию стало причиной восстания Kleppelkrieg, жестоко подавленного французскими войсками).

### XIX век
После окончания наполеоновских войн, в 1815 году решением Венского конгресса герцогство Люксембург было восстановлено.
В период с 1815 до начала австро-прусской войны 17 июня 1866 года Люксембург входил в Германский союз и значился федеральной крепостью с прусским гарнизоном.
- 8 января 1817 король Нидерландов и великий герцог Люксембурга Виллем I принял закон о создании военного подразделения из жителей Люксембурга.
- В 1842 году в Люксембурге был сформирован военный оркестр.

После урегулирования франко-прусских противоречий 1866—1867 в отношении Люксембурга, по условиям Лондонского договора 1867 года Люксембург был объявлен «вечно нейтральным» государством.
16 февраля 1881 года была создана армия Люксембурга («Force Armée»).
По состоянию на 1890 год вооружённые силы насчитывали около 300 человек и состояли из двух рот (одной роты жандармов и одной роты волонтёров), которыми командовал офицер в чине майора.

### XX век
После начала Первой мировой войны в ходе летнего наступления 1914 года на Западном фронте, 31 июля — 2 августа 1914 подразделения 16-й пехотной дивизии (VIII армейский корпус 4-й немецкой армии) оккупировали территорию Люксембурга и продолжили наступление (вооружённые формирования Люксембурга были разоружены немцами, однако некоторое количество подданных Люксембурга принимало участие в войне в войсках Антанты). Например, одним из бойцов французского Иностранного Легиона был Франсуа Фабер, победитель Тур де Франс 1909 года из Люксембурга, павший во Второй Битве при Артуа в 1915 году. 6 ноября 1918 года немецкие войска покинули территорию Люксембурга.
В 1930-е годы армия Люксембурга приняла на вооружение бельгийские винтовки Маузера обр. 1924 года, а 30 сентября 1939 года - французские каски Адриана образца 1926 года.
После начала Второй мировой войны военно-политическое руководство Франции обеспокоилось возможностью наступления немецких войск через территорию Люксембурга и 10 сентября 1939 года перебросило находившиеся в районе города Лилль армейские подразделения в район границы с Люксембургом.
18 февраля 1940 при утверждении задач перед немецкими войсками в войне против Франции ОКХ поручил 16-й армии «как можно скорее выйти к южной границе Люксембурга для выхода в тыл укреплённой линии противника в Северной Франции».
10 мая 1940 года, после начала немецкого наступления на Западном фронте, военизированные формирования Люксембурга (6 офицеров и 294 солдата вооружённых сил, рота королевской жандармерии и 125 добровольцев), как и в Первую мировую войну были вновь разоружены немцами. После включения Люксембурга в состав рейха в августе 1940 из жителей Люксембурга одновременно с привлечением добровольцев на военную службу начали формирование добровольческой роты, а в декабре 1940 года в составе немецкой полиции из люксембуржцев создали полицейский батальон Battalion (L) численностью 461 человек. В феврале 1941 года территория Люксембурга была включена в состав рейхсгау «Мозельланд». 30 августа 1942 года началась мобилизация жителей Люксембурга на службу в германские вооружённые силы, однако желания служить в немецкой армии люксембуржцы не проявляли — предположительно, из 11-12 тысяч подлежавших призыву люксембуржцев четырёх возрастов около трети уклонились от прохождения военной службы, около 5 тысяч мобилизованных люксембуржцев дезертировали, и около 2500 мобилизованных немцами люксембуржцев погибли в боевых действиях Второй мировой войны.
Кроме того, граждане Люксембурга воевали в войсках стран Антигитлеровской коалиции. В 1944 году в составе сформированной в Великобритании 1-й бельгийской пехотной бригады из них была создана артиллерийская батарея (80 человек, четыре полевые гаубицы QF 25 pounder и четыре тягача "Morris Commercial C8 FAT"). В ходе высадки союзных войск в Нормандии, батарея была перевезена во втором эшелоне, прибыла во Францию 6 августа 1944 года и в дальнейшем действовала в составе бригады.
9-23 сентября 1944 наступающие войска США освободили территорию Люксембурга, 23 сентября 1944 года в страну прибыло правительство, которое 30 ноября 1944 года приняло закон о всеобщей воинской обязанности. Однако в декабре 1944 года, после начала немецкого наступления в Арденнах северные районы Люксембурга были вновь заняты немецкими войсками, которые были окончательно выбиты союзниками с территории Люксембурга в январе-феврале 1945 года.
В 1945 году началось формирование новой армии Люксембурга, которая в дальнейшем комплектовалась на основе ежегодных призывов. Вскоре армия Люксембурга приняла участие в оккупации части территорий Германии.
В 1948 году из конституции была изъята статья о нейтралитете, 18 февраля 1948 года Бельгия, Голландия, Дания, Люксембург и Франция учредили Международный совет военного спорта с центром в Брюсселе.
17 марта 1948 года в Брюсселе Англия, Бельгия, Голландия, Франция и Люксембург подписали соглашение о коллективной безопасности и военной помощи (Brussels Treaty), в результате которого был создан Западный союз - первый в послевоенной Европе военно-политический блок закрытого типа, который предусматривал совместное планирование военных операций, стандартизацию вооружения и создание "мобильных вооружённых сил" из 23 дивизий (15 из которых должна была предоставить Франция, 5 - Англия, а Бельгия, Нидерланды и Люксембург должны были совместно подготовить три дивизии).
4 апреля 1949 года Люксембург вступил в НАТО. В дальнейшем, на территории страны началось строительство военных объектов, линий связи и инфраструктуры для обеспечения потребностей войск НАТО. 4 октября 1950 года на вооружение армии Люксембурга была принята винтовка FN-49 под патрон 7,62х63 мм (однако после того, как в 1954 году в качестве единого винтовочно-пулемётного патрона стран НАТО был официально утверждён патрон 7,62 × 51 мм НАТО, они были сняты с вооружения и заменены на FN FAL).
Военнослужащие Люксембурга принимали участие в войне в Корее (пехотная рота из 44 военнослужащих Люксембурга действовала совместно с бельгийским контингентом) в 1950—1953 годах.
В 1952 году в соответствии с Парижским договором 1952 года и «Общим договором» 1952 года было принято решение о создании военного блока «Европейское оборонительное сообщество» (в который должны были войти Франция, ФРГ, Италия, Бельгия, Голландия и Люксембург), однако поскольку Национальное собрание Франции отказалось утвердить подписание Парижского договора, блок создан не был. 
По состоянию на 1953 год, численность вооружённых сил Люксембурга составляла свыше 2 тыс. человек. К этому времени, армия Люксембурга была вооружена оружием, полученным из США и Англии, подготовлена в соответствии с американскими и британскими военными уставами и состояла из нескольких пехотных батальонов, охранных подразделений и жандармерии. Подготовка новых офицерских кадров для армии Люксембурга продолжалась в военных школах Бельгии. На вооружение был принят бельгийский пистолет Browning HP.
В 1954 году созданная в Люксембурге оружейная фирма «Societe Luxembourgeoise d’Armes S.A.» выпустила некоторое количество пистолетов-пулемётов SOLA собственной разработки (в дальнейшем, выпущенные образцы были проданы в страны Африки и Южной Америки).
В 1967 году в населённом пункте Капеллен (на территории коммуны Мамер в 12 км юго-западнее города Люксембург) было размещено агентство по снабжению и материально-техническому обеспечению НАТО (NAMSA). 28 июня 1967 года обязательная воинская служба была заменена набором добровольцев. С 1967 года армия Люксембурга комплектуется на добровольной основе гражданами обоих полов в возрасте от 18 до 24 лет.
В 1976 году вооружённые силы Люксембурга включали в себя министерство вооружённых сил, армию (штаб армии, один пехотный полк и одну отдельную роту общей численностью 625 человек) и жандармерию численностью 420 человек.
В декабре 1978 года правительство Люксембурга дало разрешение на строительство на территории страны двух военных складов для армии США, строительство которых было начато в 1979 году. Также, в 1979 году на территории Люксембурга впервые прошли военные учения НАТО.
В 1981 году Люксембург расширил сотрудничество с НАТО, в марте 1981 года на севере страны прошли военные учения НАТО с участием войск США, Франции, Бельгии и Люксембурга.
В 1982 году правительство Люксембурга приняло решение о регистрации под люксембургским флагом самолётов E-3A НАТО, относящихся к системе воздушной разведки и раннего оповещения AWACS.
В 1984 году на территории страны было вновь начато строительство военных складов НАТО, которое продолжалось и в 1985 году. Кроме того, в январе 1985 года армия Люксембурга приняла участие в манёврах «REFORGER-85». Усиление сотрудничество с НАТО вызвало недовольство среди населения, в марте 1985 года в городе Эш прошёл антивоенный митинг.
В 1986 году была проведена модернизация находившихся на территории Люксембурга складов военного имущества НАТО. Также, в 1986 году вооружённые силы Люксембурга принимали участие в военных манёврах «REFORGER-86», «Allegro Exchange-86» и люксембургско-американских учениях «Эслинг-86».
В феврале 1987 года на базе хранения бронетанковой техники НАТО имел место крупнейший в истории страны акт саботажа: примерно у 40 из 400 находившихся на хранении танков M-60 вооружённых сил США были разбиты приборы наблюдения и линзы прицелов (при этом расследование показало, что повреждения причинили сознательно).
В 1988 году численность вооружённых сил Люксембурга составляла 1 тыс. человек, 320 из них (одна усиленная рота) были переданы в распоряжение объединённого командования НАТО. Также на территории Люксембурга располагались агентство по снабжению и материально-техническому обеспечению НАТО (NAMSA) и два склада снаряжения НАТО.
В 1989 году численность вооружённых сил страны составляла 1,04 тыс. человек (из них 0,03 тыс. в составе штабов и органов управления; 0,3 тыс. в составе частей центрального подчинения и 0,71 тыс. в составе сухопутных войск). 19 ноября 1990 года Люксембург подписал Договор об обычных вооружённых силах в Европе.
19 июня 1992 года на совещании министров иностранных дел и министров обороны стран Западноевропейского союза была принята «Петерсбергская декларация», в которой государства — члены ЗЕС (в том числе, Люксембург) объявили о своей готовности предоставлять военные части и подразделения для выполнения военных задач за пределами территории государств — членов ЗЕС (в том числе, для проведения миротворческих, спасательных и гуманитарных операций).
В 1994 году общая численность вооружённых сил Люксембурга составляла 800 человек.
В 1996 году армейское подразделение Люксембурга (22 военнослужащих и 10 автомашин) было отправлено в состав сил IFOR в Боснии и Герцеговине (оно было подчинено бельгийскому контингенту IFOR, расквартировано в городе Високо и с января до декабря 1996 года выполняло задачи в районе севернее города Сараево). После того, как в 1997 году силы НАТО в Боснии и Герцеговине были реорганизованы в SFOR, подразделение Люксембурга было передислоцировано в город Томиславград.
7 мая 1996 года подразделение вооружённых сил Люксембурга вошло в состав «Еврокорпуса». 
В 1999 году Люксембург направил армейское подразделение (23 военнослужащих) для участия в операции в Косово (в 2015 году численность подразделения в составе сил KFOR составляла 26 военнослужащих). В этом же году из США было получено 9 бронеавтомобилей M1114.
14 июня 1999 года Люксембург присоединился к Конвенции о запрете противопехотных мин.

### XXI век
С 2003 до мая 2021 года Люксембург принимал участие в войне в Афганистане, летом 2003 года в состав сил ISAF было направлено пехотное подразделение из 10 военнослужащих (действовавшее в составе подразделения BELU USAF 13 военного контингента Бельгии). 
C 2003 года Люксембург разрешил прохождение военной службы в вооружённых силах страны гражданам других государств Евросоюза, проживающих на территории страны на протяжении не менее 36 месяцев (после прохождения службы они могут получить гражданство Люксембурга). В результате, в период до мая 2015 года в вооружённые силы Люксембурга записались около 300 иностранцев
С 2004 до ноября 2013 года военнослужащие Люксембурга входили в состав сил SFOR в Боснии и Герцеговине.
В 2008 году на вооружение армии Люксембурга были приняты пистолеты «Glock 17». Также, в марте 2008 Люксембург заказал у «Krauss-Maffei Wegmann» 48 бронемашин Dingo 2 (оснащённых дистанционно управляемыми боевыми модулями «Kongsberg Protector RWS M153», приборами наблюдения и средствами связи).
3 декабря 2008 года Люксембург подписал конвенцию о отказе использования кассетных боеприпасов (вступившую в действие с 1 августа 2010 года).
В сентябре 2010 года Люксембург заказал для армии 31 армейский грузовик Scania G-480 (13 из которых бронированы).
В 2013-2022 гг. Люксембург участвовал в миссии ЕС в Мали (в Мали находились 13 военнослужащих Люксембурга, занимавшиеся обучением солдат правительственной армии в учебном центре в Куликоро и ведением авиаразведки с использованием разведывательного БПЛА).
14 февраля 2019 года произошёл взрыв на складе боеприпасов в коммуне Нидеранвен, в результате которого погибли два и пострадали ещё два человека.

## Современное состояние
В 2020 году военный бюджет страны составлял 348 млн евро. К началу 2022 боевой состав вооружённых сил был следующим:
- армия: 900 человек (лёгкий пехотный батальон и две разведывательные роты, одна из которых выделена в состав бельгийской дивизии, входящей в «еврокорпус»), 48 бронемашин Dingo 2, шесть 81-мм миномётов, несколько пусковых установок ПТУР TOW[45], грузовики MAN, внедорожники HMMWV (в том числе, бронированные M1114), «Mercedes-Benz 300GD» и Jeep Wrangler, крупнокалиберные пулемёты M2 и стрелковое оружие.
- жандармерия — 600 человек[45]

В состав армии входит рота почётного караула.
ВВС нет, однако за Люксембургом официально числятся военно-транспортные самолёты Airbus A400M, базирующиеся на авиабазе НАТО в Гайленкирхене (Германия).
В структуру вооружённых сил не входит полиция, личный состав которой вооружён стрелковым оружием. В составе полиции действуют три специальных подразделения:
- отряд полиции специального назначения USP (56 полицейских)
- подразделение охраны аэропорта UCPA (70 полицейских)
- мобильное резервное подразделение UGRM (130 полицейских и вертолёт MD 902)

Также в стране разрешена деятельность частных охранных структур (по состоянию на 2009 год, в стране насчитывалось 2200 частных охранников).

Кроме того, на территории страны действует «Союз офицеров резерва Люксембурга» (ANORL), который с 1952 года входит в состав созданной в 1948 году «Межсоюзной конфедерации офицеров резерва» (CIOR) и является ассоциированной организацией при НАТО.

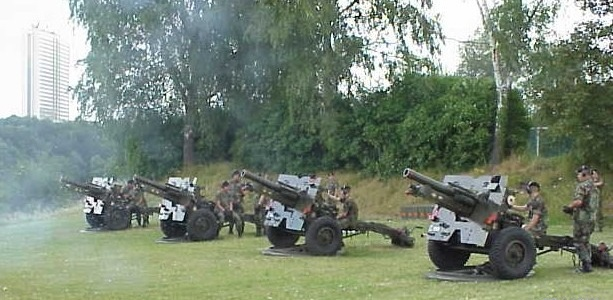
батарея 105-мм гаубиц М101 армии Люксембурга (23 июня 2004)
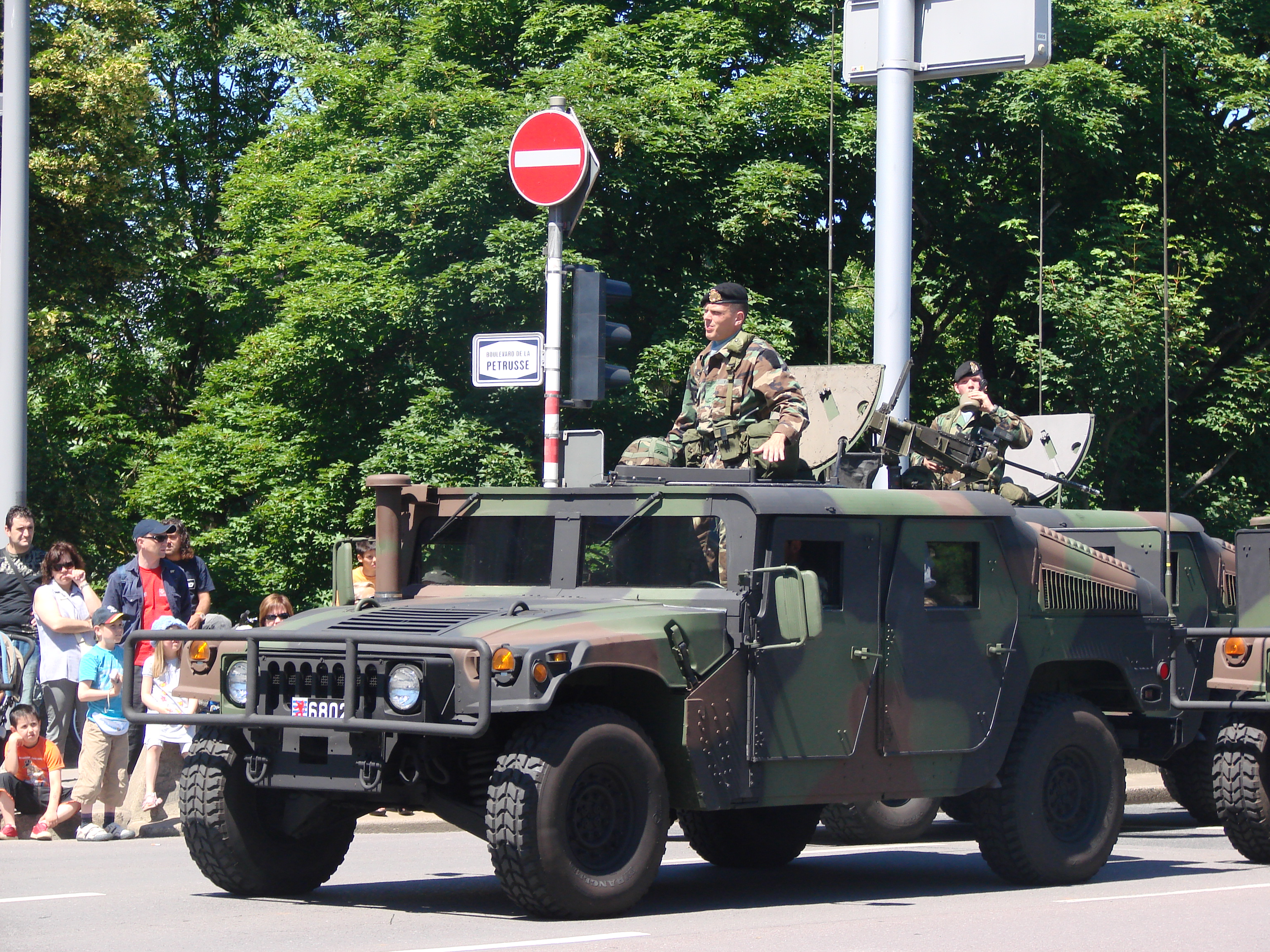
HMMWV M1114 армии Люксембурга на военном параде (23 июня 2008)
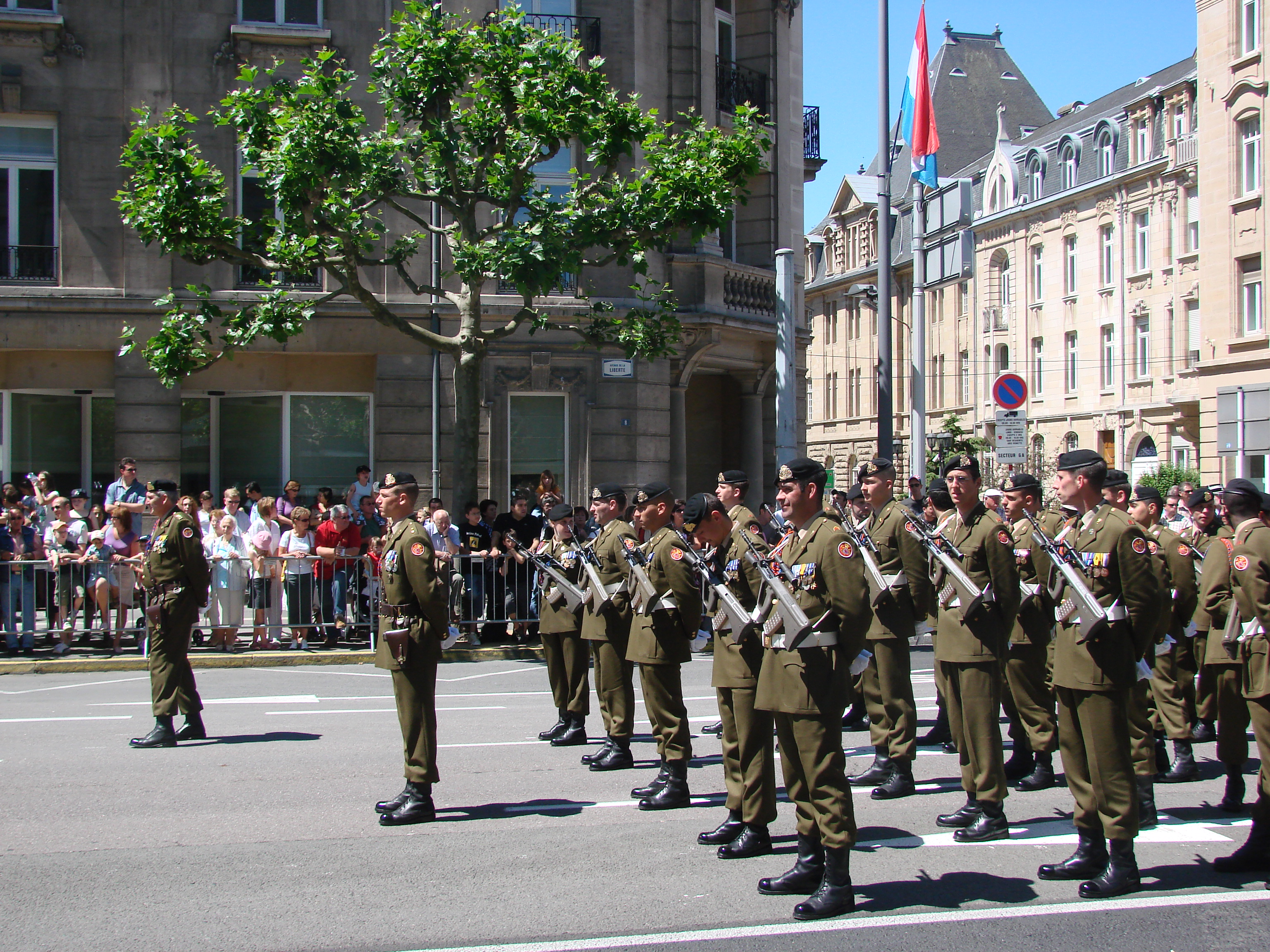
солдаты с автоматами Steyr AUG на параде (2008)
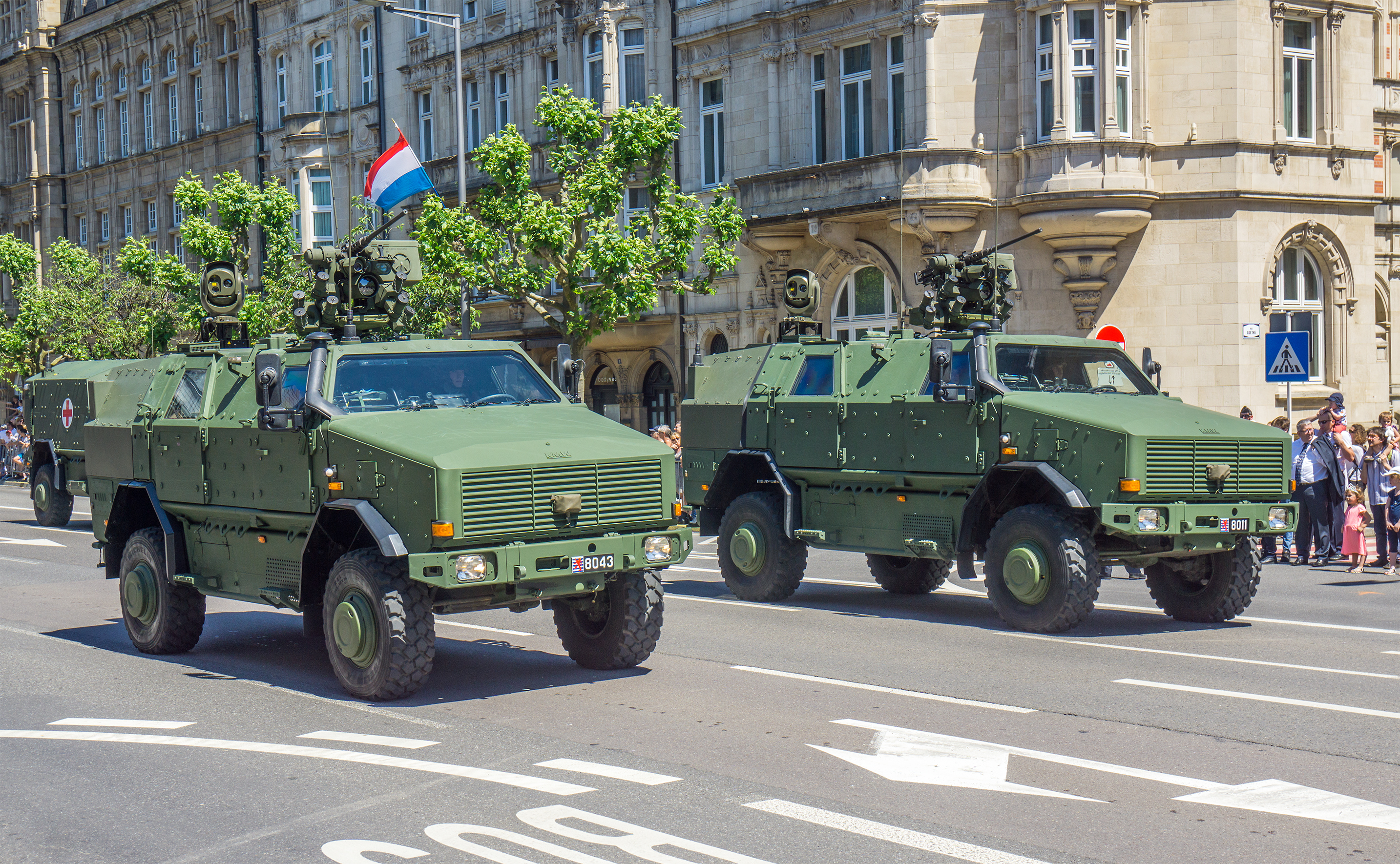
Dingo 2 с боевыми модулями Protector RWS армии Люксембурга (2016)

## Знаки различия

### Генералы и офицеры
| Категории               | Генералы                     | Генералы                    | Старшие офицеры | Старшие офицеры    | Старшие офицеры | Младшие офицеры | Младшие офицеры    | Младшие офицеры | Младшие офицеры   |
| ----------------------- | ---------------------------- | --------------------------- | --------------- | ------------------ | --------------- | --------------- | ------------------ | --------------- | ----------------- |
|                         |                              |                             |                 |                    |                 |                 |                    |                 |                   |
| Люксембургское звание   | Général (Commandant en Chef) | Général (Chef d'État-Major) | Colonel         | Lieutenant-Colonel | Major           | Capitaine       | Premier-Lieutenant | Lieutenant      | Aspirant-Officier |
| Российское соответствие | Генерал-лейтенант            | Генерал-майор               | Полковник       | Подполковник       | Майор           | Капитан         | Старший лейтенант  | Лейтенант       | Младший лейтенант |

### Сержанты и солдаты
| Категории               | Подофицеры     | Подофицеры        | Подофицеры | Подофицеры   | Подофицеры      | Подофицеры | Сержанты             | Сержанты        | Сержанты                   | Сержанты | Солдаты             | Солдаты     | Солдаты                | Солдаты |
| ----------------------- | -------------- | ----------------- | ---------- | ------------ | --------------- | ---------- | -------------------- | --------------- | -------------------------- | -------- | ------------------- | ----------- | ---------------------- | ------- |
|                         |                |                   |            |              |                 |            |                      |                 |                            |          |                     |             |                        |         |
| Люксембургское звание   | Adjudant-Major | Adjudant-Chef     | Adjudant   | Sergent-Chef | Premier Sergent | Sergent    | Premier Caporal-Chef | Caporal-Chef    | Caporal de première classe | Caporal  | Premier Soldat-Chef | Soldat-Chef | Soldat première classe | Soldat  |
| Российское соответствие | нет            | Старший прапорщик | Прапорщик  | Старшина     | Старший сержант | Сержант    | нет                  | Младший сержант | нет                        | нет      | нет                 | нет         | Ефрейтор               | Рядовой |